# Beach volley ai III Giochi olimpici giovanili estivi
Le gare di beach volley ai III Giochi olimpici giovanili estivi sono state disputate al Parque Tres de Febrero di Buenos Aires dal 7 al 17 ottobre 2018.

## Podi
| Evento               | Oro                                    | Argento                                    | Bronzo                                                 |
| Maschile (dettagli)  | Svezia David Åhman Jonatan Hellvig     | Paesi Bassi Yorick De Groot Matthew Immers | Argentina Juan Bautista Amieva Tarditti Mauro Zelayeta |
| Femminile (dettagli) | Russia Mariia Bocharova Maria Voronina | Italia Nicol Bertozzi Claudia Scampoli     | Norvegia Frida Berntsen Emilie Olimstad                |